# ياو يان
ياو يان (بالصينية: 堯燕) هي لاعبة كرة الريشة صينية، ولدت في 9 ديسمبر 1974.

## وصلات خارجية
- ياو يان على موقع BWF.tournamentsoftware.com (الإنجليزية)
- ياو يان على موقع BWFbadminton.com (الإنجليزية)
- ياو يان على موقع اللجنة الأولمبية الدولية (الإنجليزية)
- ياو يان على موقع أوليمبيديا (الإنجليزية)